# Jean-Jacques
Jean-Jacques ist ein französischer Doppelvorname, der sich aus den Namen Jean und Jacques zusammensetzt.

## Namensträger
- Jean-Jacques Aillagon (* 1946), französischer Politiker und ehemaliger Generaldirektor von TV5 Monde
- Jean-Jacques Ampère (1800–1864), französischer Historiker, Philologe und Schriftsteller
- Jean-Jacques Annaud (* 1943), französischer Regisseur
- Jean-Jacques Barthélemy (1716–1795), französischer Gräzist, Altertumsforscher, Numismatiker und Schriftsteller
- Jean-Jacques Beauvarlet-Charpentier (1734–1794), französischer Organist und Komponist
- Jean-Jacques Becker (1928–2023), französischer Historiker
- Jean-Jacques Beineix (1946–2022), französischer Filmregisseur, Produzent und Drehbuchautor
- Jean-Jacques Boissard (≈1528–1602), französischer Antikensammler und lateinischer Dichter
- Jean-Jacques Burlamaqui (1694–1748), Genfer Jurist, Philosoph und Schriftsteller
- Jean-Jacques Burnel (* 1952), britisch-französischer Musiker (The Stranglers)
- Jean-Jacques Régis de Cambacérès (1753–1824), französischer Jurist und Staatsmann
- Jean-Jacques Dessalines (1758–1806), erster Generalgouverneur der Republik Haiti, später Kaiser Jacques I.
- Jean-Jacques Goldman (* 1951), französischer Komponist und Interpret
- Jean-Jacques Grunenwald (1911–1982), französischer Organist, Komponist und Musikpädagoge
- Jean-Jacques Heilmann (1853–1922), französischer Ingenieur und Erfinder
- Jean-Jacques Henner (1829–1905), französischer Maler des akademischen Realismus
- Jean-Jacques Hublin (* 1953), französischer Anthropologe, Direktor am MPI Leipzig
- Jean-Jacques Kantorow (* 1945), französischer Geiger und Dirigent russischer Herkunft
- Jean-Jacques Kravetz (* 1947), französischer Keyboarder, Saxophonist und Komponist
- Jean-Jacques Lebel (* 1936), französischer Künstler und Übersetzer
- Jean-Jacques Lefranc de Pompignan (1709–1784), französischer Schriftsteller
- Jean-Jacques Lequeu (1757–1826), französischer Architekt
- Jean-Jacques „Jacky“ Milliet (1932–2024), Schweizer Jazzmusiker
- Jean-Jacques Olier (1608–1657), französischer katholischer Priester und Gründer der Kongregation der Sulpizianer
- Jean-Jacques Perrey (1929–2016), französischer Komponist und Pionier der elektronischen Musik
- Jean-Jacques Rousseau (1712–1778), Genfer Schriftsteller, Philosoph, Pädagoge, Naturforscher und Komponist
- Jean-Jacques Savin (1947–2022), französischer Extremsportler und Abenteurer
- Jean-Jacques Schuhl (* 1941), französischer Schriftsteller
- Jean-Jacques de Sellon (1782–1839), schweizerischer Notabler, Publizist, Philanthrop, Mäzen und Pazifist
- Jean-Jacques Sempé (1932–2022), französischer Zeichner und Karikaturist, bekannt als „Sempé“
- Jean-Jacques Servan-Schreiber (1924–2006), französischer Journalist, Essayist, Medienmanager und Politiker
- Jean-Jacques Susini (1933–2017), rechtsgerichteter französischer Politiker und Mitbegründer der Terrororganisation OAS
- Jean-Jacques Urvoas (* 1959), französischer Politiker (PS)
- Jean-Jacques Volz (1928–2020), Schweizer Künstler
- Jean-Jacques Waltz (1873–1951), elsässischer Grafiker, Zeichner und Heimatforscher, bekannt als „Hansi“

Künstlernamen:
- Jean-Jacques (* 1956), französischer Chansonsänger

## Außerdem
- (1461) Jean-Jacques, ein Asteroid des Hauptgürtels